# USS 베인브리지 (DD-1)

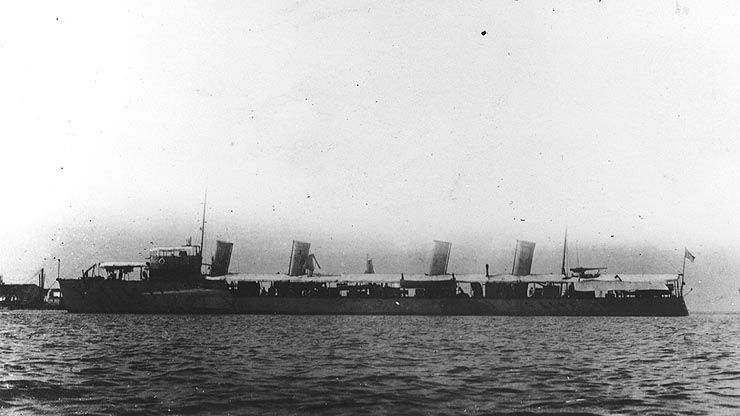

두 번째 USS 베인브리지는 "어뢰정 구축함"이라고도 불리는 미 해군 최초의 구축함이자 베인브리지급의 1번함이었다. 윌리엄 베인브리지의 이름을 따서 명명되었다. 베인브리지는 1903년 2월 12일에 취역했다. 제1차 세계 대전 이전에 아시아 함대에서 복무했으며 전쟁 중에는 순찰 및 호송 임무를 수행했다. 1919년 7월 3일 퇴역했다.